# Шота Галица
Шота Галица (алб. Shote Galica; Радишево, 1895 — Фуша Кроја, 1927), рођена као Ћерима (Хаљиљ) Радишева (алб. Qerime (Halil) Radisheva), била је албански качак из Дренице, која се, заједно са мужем Аземом Галицом истакнутим албанским качаком, борила против српске власти на југу Краљевине Србије, тј. у областима на граници са Албанијом након Балканских ратова 1912. године.

## Биографија
Албански качаци у граничном појасу југа Србије према Албанији предвођени Аземом и Шотом Галицом 1919. године подижу устанак и спроводе серију напада на западу Косова, у пограничном појасу на југу Србије према Албанији, са жељом прогона локалног српског становништва, који би потом био припојен Албанији. Качаци су у области Дренице чак успели да створе тзв. неутралну зону, која је трајала између 1921. и 1923. године. Ову „ослобођену“ област Албанци су неформално звали Мала Албанија (алб. Arbëria e Vogel). Крајем септембра 1924. године југословенска војска је у великој акцији уз опсежну употребу артиљерије разбила већину качачких банди и ликвидирала њихове вође. Азем Галица је у овој борби смртно рањен, а Шота је и после његове смрти наставила да се бори, преузевши вођство над његовим четама. Она се 1927. године повукла у Албанију, где је и умрла. Остала је запамћена по изреци: „Живот без знања је као рат без оружја“.

## Контроверзе око песме „Шоте мори, шоте“
Албански националисти су користили име популарне фолклорне игре шота да је повежу са Шотом Галицом. Тако се појавила и измењена верзија текста песме на албанском језику певане уз исту музику, у којој се помиње „Аземова Шота“. Многи Албанци због тога данас погрешно верују да је игра названа по Шоти Галици.
Ово погрешно уверење је 2007. године ескалирало у неким српским круговима, када је Велимир Илић, министар у тадашњој српској влади, јавно утицао на то да се извођење песме „Шоте мори, шоте“ трајно забрани на Сабору трубача у Гучи. Вечерње новости су тим поводом објавиле текст у којем је декан косовско-митровичког универзитета Драги Малинковић изнео тврдњу да је песма настала као свадбени поклон Азема Бејте његовој жени Шоти, као и наводно усмено предање косовских Срба по којем је Шота Галица, из освете после погибије мужа, бацила у ватру шесторо српске деце певајући ову песму. Ово предање, по речима самог Малинковића, нема утемељење у историји. Међутим, ни Малинковићева изјава о настанку песме се не поклапа са историјским подацима о ауторима ове новокомпоноване српске песме настале 70-их година 20. века, инспирисане фолклорном игром, а за коју је музику написао Драган Александрић, а речи Радмила Тодоровић Бабић.